# 朴恩率
朴恩率（1990年12月24日—），是韓國女子團體Bambino的成員，在隊內擔任領唱與領舞，於2017年解散，後又於2018年成為Tropical的成員，在隊內擔任隊長。

## 經歷
2015年6月，她以女子組合Bambino的成員身分首次亮相，該組合的首張單曲為《Oppa Oppa》，於2017年離開該團體。
她於2018年8月在LUK Factory的第二個女子組合Tropical中首次亮相，該組合的首張數位單曲是“Mwah”。
2018年10月30日，她發布了一條綁著繃帶的腿的照片，並解釋說自己出了車禍，稱自己失控撞上了護欄並，不過所幸僅受輕傷並無大礙。

## 外部連結
- Afreeca TV （页面存档备份，存于）
- Facebook （页面存档备份，存于）
- Instagram
- Youtube
- Weibo （页面存档备份，存于）